# Мюнстерберг, Гуго
Гуго Мюнстерберг (1 июня 1863, Данциг, Пруссия — 16 декабря 1916, Кембридж, Массачусетс, США) — немецкий философ и психолог. Был первопроходцем использования идей прикладной психологии в образовании, медицине и бизнесе. Один из основоположников прикладной психологии, названной им психотехникой, а также автор первых работ по определению профессиональной пригодности.

## Биография
Отец Гуго Мюнстерберга, Мориц, был купцом (занимался продажей древесины). Мать, Анна, была художницей и продолжала трудиться даже после рождения четырех сыновей. Любовь к книгам и музыке прививалась мальчикам с детства. Любовь к искусству наложила свой отпечаток на научные труды Гуго. Молодой человек играл на виолончели, а также писал стихи. Мюнстерберг провел несколько лет в частной гимназии, а затем в возрасте девяти лет он поступил в гимназию Данциг. После смерти матери двенадцатилетний Гуго стал серьезным и задумчивым молодым человеком. Он занимался интеллектуальной деятельностью даже за пределами классной комнаты. Например, занимался созданием словаря иностранных слов, употребляемых в Германии. Гуго Мюнстерберг также изучал арабский язык и санскрит, пробовал свои силы в археологии. В 1882 году сдал выпускные экзамены и поступил в Женевский университет, где изучал французский язык и литературу. Но он был там только в течение одного семестра. В следующий семестр в возрасте 19 лет Мюнстерберг уехал в Лейпциг, где собирался изучать медицину, но, побывав на нескольких лекциях Вундта, он изменил свои планы. Медицинских интересов он не оставил и продолжил подготовку в этой области. Уже в 1887 году в Гейдельбергском университете получил степень доктора медицины. Но этому предшествовало получение докторской степени по психологии в 1885 году. Диссертацию Мюнстерберг подготовил под руководством Вундта, у которого обучался на протяжении трех лет. С 1887 по 1892 года Мюнстерберг — профессор Фрейбургского университета, где на собственные средства организовал экспериментально-психологическую лабораторию. По приглашению Уильяма Джеймса переехал в США в 1892 году, где стал профессором и директором психологической лаборатории Гарвардского университета. Впоследствии был избран президентом APA (Американская Психологическая Ассоциация — 1898 год) и американской философской ассоциации (1908). Также Гуго Мюнстерберг являлся почетным доктором ряда университетов Европы и Америки, вице-президентом Вашингтонской академии наук, редактором журнала Harvard Psychological Studies. Весь американский период работы Мюнстерберга связан с Гарвардским университетом, для руководства которого он поначалу выступал предметом гордости, постепенно сменявшейся раздражением и недовольством. Но так или иначе Гуго Мюнстерберг до конца жизни оставался гарвардским профессором и умер в буквальном смысле слова на кафедре — во время чтения лекции.

### Образование
В 1883 году поступил в университет Лейпцига. Там он занимался изучением психологии под руководством Вильгельма Вундта. Получил степень доктора философии в 1885 году. В 1887 получил учёную степень по медицине в Гейдельбергском университете. В том же году прошёл экзамен на приват-доцента в Фрайбургском университете. В 1891 году Мюнстерберг посетил первый международный конгресс по психологии, где встретил Уильяма Джемса. В 1892 году Джемс пригласил преподавать его в Гарвардский университет. В 1895 Мюнстерберг возвращается из Америки во Фрайбург, но снова уезжает в Гарвард в 1897. В 1898 году был избран президентом американской психологической ассоциации.

## В области психологии
Гуго Мюнстерберг являлся сторонником одного из вариантов психофизического параллелизма. Работая в Гарвардском университете, ученый исследовал память, внимание, восприятие. Несмотря на то, что Мюнстерберг был блестящим экспериментатором и исследователем, его неудержимо привлекала эмпирическая сторона психологии, возможность применения психологических знаний на практике. В период с 1905 по 1916 он сделал больше, чем кто-либо до и после него для определения и расширения поля деятельности практической психологии. Он был исследователем, обладавшим большой проницательностью. Гуго Мюнстерберг разрабатывал основы психотехники, изучал проблемы руководства предприятиями, профотбора, профориентации, производственного обучения, приспособления техники к психическим возможностям человека и другие факторы повышения производительности труда рабочих и доходов предпринимателей. Занимался также вопросами судебной психологии и свидетельских показаний, клинической психологией, психологией образования и оценки искусства. Разрабатывал методы и стратегии исследования трудовых процессов.

## В области судебной психологии
Первой прикладной областью, к которой обратился Мюнстерберг, была судебная психология. Он много писал по таким темам, как профилактика преступности, использование гипноза в практике допроса подозреваемых, психологическое тестирование с целью определения виновности. Попытки решения им последней проблемы видятся далеко не бесспорными, да и современниками в итоге они были оценены негативно. Г.Мюнстерберг много сделал для того, чтобы юридическая психология заняла своё достойное место не только среди психологических наук, но и в правовой сфере деятельности. Особым вниманием Мюнстерберга пользовалась проблема достоверности свидетельских показаний. Он поставил задачу экспериментально проверить, какова вероятность ошибочного воспроизведения свидетелями деталей преступления. В опытах Мюнстерберга испытуемых, выступавших в роли «свидетелей», опрашивали сразу же после того, как те наблюдали имитацию некоего инцидента. И со всей очевидностью выступил тот факт, что даже показания «по горячим следам» значительно расходятся в своих деталях. «Насколько же можно доверять свидетельствам в зале суда, — вопрошал исследователь, — если их от описываемого события отделяет несколько месяцев?» Эти наблюдения были обобщены Мюнстербергом в книге о психологии свидетельских показаний («On the Witness Stand»), вышедшей в 1908 году. (Всего же им было написано свыше дюжины книг, пользовавшихся ввиду привлекательности тематики и доходчивого стиля огромным читательским спросом.) В этой работе он указал рациональный путь и те научные средства, к которым следует прибегать для оценки свидетельских показаний, рассмотрел основополагающие вопросы применения методов экспериментальной психологии для отправления правосудия. Впоследствии эта проблема изучалась в самых разных аспектах многими психологами, о чем, в частности, свидетельствуют обширные главы в современных учебниках по социальной психологии. Имя Мюнстерберга в них упоминается редко. И когда в 1976 году его книга была переиздана, для многих это явилось настоящим откровением. Оказалось, что многие вопросы судебной психологии, изучавшиеся на протяжении XX века, много лет назад были поставлены и даже отчасти решены Мюнстербергом.

## В области индустриальной психологии
Самой, пожалуй, важной сферой интересов Мюнстерберга выступила индустриальная психология, понимавшаяся им чрезвычайно широко — в его работах на эту тему освещались проблемы профориентации (в частности, с применением психодиагностических процедур), управления персоналом, повышения трудовой мотивации и производственной дисциплины, преодоления негативного влияния монотонного труда и т. п. Мюнстерберг доказывал, что наилучший способ повысить производительность труда — подбирать работникам должности, которые соответствуют их индивидуально-психологическим особенностям, в частности характерологическим и интеллектуальным. Именно с индустриальной психологией принято связывать оформление в особую научно-практическую отрасль так называемой психотехники (вероятно, в связи с характерной для русского языка прямой ассоциацией «техника — промышленность»). Именно Мюнстерберга считают основоположником психотехники (наряду с В. Штерном). Но и Мюнстерберг и Штерн понимали психотехнику шире — как прикладную отрасль, затрагивающую проблемы не только промышленного труда, но также военного и школьного дела, торговли, юриспруденции, рекламы и пр. Психотехнические изыскания выводили психологию на совершенно новый уровень, демонстрируя, что психологам не только до всего есть дело, но и почти всюду они могут быть исключительно практически полезны. В 1914 г. Мюнстерберг выпускает свой многотомный труд — «Основы психотехники», специальный раздел которого посвящён применению психологии в праве.

## В области психотерапии
Другой сферой интересов ученого выступала психотерапия. Его книга на эту тему, которая так просто и называется — «Психотерапия», вышла в 1909 году. В ту пору психотерапия понималась несколько иначе, чем теперь. Концепция Фрейда еще не получила широкого признания, хотя специалистам была уже достаточно известна. Мюнстерберг выступал её решительным противником. «Никакого бессознательного не существует», — заявлял он. Достаточно сказать, что когда Фрейд по приглашению Г. С. Холла в 1909 году посетил США, Мюнстерберг специально уехал за рубеж, дабы избежать встречи с ним и не вступать в конфронтацию. Смысл психотерапии Мюнстерберг видел в том, чтобы помочь пациенту забыть негативные переживания, устранить неприятные мысли, избавить его от привычек, мешающих жить. С этой целью им, в частности, применялся гипноз, который в ту пору вызывал крайне настороженное отношение со стороны ревнителей морали (с этим в своё время столкнулся еще Месмер).
Чтобы избежать сплетен и наветов, Мюнстерберг в конце концов от гипноза отказался. Однако в целом его опыт свидетельствует — опробованные им приемы в ряде случаев продемонстрировали высокую эффективность, в частности при лечении алкогольной и наркотической зависимости, фобий и сексуальных расстройств. Это лишний раз заставляет убедиться, что в психотерапии не существует единственно верной системы (каковой, например, многие пытаются представить психоанализ) и позитивные результаты в разных случаях могут быть достигнуты самыми разными методами.

## В применении психологии в педагогике
Еще одной сферой интересов Мюнстерберга была педагогика, точнее — использование психологических закономерностей в школьной практике. Его книга на эту тему — «Психология и учитель» . Поразительно, но даже сегодня рассуждения Мюнстерберга о психологии учебного процесса звучат актуально. Но, с другой стороны, это свидетельствует и о том, что все новым поколениям педагогов приходится сталкиваться все с теми же психологическими проблемами, которые не могут быть решены раз и навсегда. И психологическое знание тут необходимо — и сто лет назад, и сегодня.

## В области философии
Защищал философию, основанную на идеях И. Г. Фихте (1762—1814), для которого философия являлась научным самонаблюдением творческой активности личности. Создал философскую систему волюнтаристического идеализма, в центре которой поставил представление об априорных ценностях, которые связаны не с причинами, а с целями.

## Вклад в науку
В своих трудах Мюнстерберг пытался соединить философию Фихте с современной физиологией. Согласно Мюнстербергу, психология отличается от естественных наук тем, что имеет дело с объектами, существующими только для субъекта; однако и физический, и психический объекты познаваемы.
Экспериментальная психология Мюнстерберга в Америке дала начало психологии экономики и психотехнике.

## Общественное признание
Плодотворная работа принесла Мюнстербергу ошеломляющее общественное признание: он был частым гостем Белого дома, был накоротке знаком с Теодором Рузвельтом и Уильямом Тафтом, дружбой с ним дорожили сталелитейный магнат Эндрю Карнеги, философ Бертран Рассел, звезды молодого американского кино; получить его консультацию стремились многие представители деловой элиты. Не говоря уже о том, что многочисленные щедрые гонорары позволили забыть о скудости академического жалованья.
Первой прикладной областью, к которой обратился Мюнстерберг, была судебная психология. Однако один громкий судебный процесс подорвал репутацию Мюнстерберга как судебного эксперта. Мюнстерберг был привлечен в качестве эксперта к громкому судебному процессу над профессиональным киллером. Тот обвинялся ни много ни мало в 18 убийствах, но вину пытался переложить на заказчика злодеяний — некоего профсоюзного деятеля. Последний также был привлечен к суду, хотя его виновность представлялась крайне сомнительной. Мюнстерберг провел над киллером около ста различных тестов и по их результатам вынес заключение об истинности его показаний, то есть о виновности профсоюзного босса. Когда же суд в результате подробнейшего рассмотрения всех показаний и улик признал того невиновным, это совершенно подорвало репутацию Мюнстерберга как судебного эксперта.
Его стремление объять все актуальные проблемы порой ставило его, как в случае с судебной психологией, в неловкое положение.
Так, накануне введения сухого закона он принял участие в дискуссии о целесообразности этого шага. Вопреки официальной политике он осмелился утверждать, что умеренное потребление спиртного, особенно пива, не может принести вреда и к тому же выгодно с коммерческой точки зрения, а вот всяческие запреты — это лишь стимул к злоупотреблениям (впоследствии вся история сухого закона в США подтвердила его правоту). Такая позиция привела в восторг немецких пивных магнатов, поставлявших свою продукцию в Америку, и побудила их пожертвовать крупные средства, с помощью которых Мюнстерберг мог бы и далее способствовать, как они полагали, пропаганде германских ценностей в Америке. Однако в атмосфере шпиономании, сгустившейся накануне Первой мировой войны, этот шаг был воспринят общественностью крайне подозрительно. Мюнстерберг, который и после начала войны продолжал придерживаться активной прогерманской позиции, подвергся общественному остракизму.
16 декабря 1916 года затравленный ученый умер на глазах своих студентов от обширного инфаркта. Похороны были скромные, никто из именитых персон, когда-то дороживших дружбой с ученым, на них не появился. И добрые слова, говорившиеся впоследствии о его достижениях, уже как бы и не адресовались самому Мюнстербергу. Хотя по большому счету были им сполна заслужены. Как, например, такое высказывание Э. Торндайка: «Создать психологию для бизнеса, промышленности или армии труднее, чем создать психологию для психологов, и это требует большего таланта».

## Научные труды Гуго Мюнстерберга
- Beitrage zurexperimentellen Psychologie, H. 1-4, Freiburg, 1889—1892
- Memory, attention and psychophysics. Psychological Review, 1894
- The localization of sound. Psychological Review, 1894
- The motor power of ideas. Psychological Review, 1894
- Grundzuge der Psychologie. Bd. 1-2, Lpz., 1900;
- The position of psychology in the system of knowledge. Psychological Monographs, 1903
- The Americans, 1904;
- Principles of Art Education, 1905
- Science and Idealism. Boston, 1906
- On the Witness Stand, 1908
- The Eternal Values, 1909
- Psychotechnics, Psychology and Industrial Efficiency, L., 1913
- Grundzüge der Psychotechnik. — 1914.
  - Основы психотехники. Первая общая часть. — 2-е изд. — М.: Русский книжник, 1924. — X, 186 с. — 2,000 экз.
  - Основы психотехники. Выпуск второй: Общественный порядок. Здоровье. — 2-е изд. — М.: Русский книжник, 1925. — 148 с. — 3,000 экз.
  - Основы психотехники. Вторая специальная часть: Хозяйство. Право. — 1-е изд. — М.: Русский книжник, 1924. — 119 с. — 3,000 экз.
  - Основы психотехники. Выпуск 3: Воспитание. Искусство. Наука. — 1-е изд. — М.: Русский книжник, 1925. — 176 с. — 3,000 экз.
- Psychology General and Applied, 1915
- The Photoplay. A Psychological Study, 1916
- Business Psychology, 1917

В рус. пер. изданы: Психология и учитель, М., 1915; Психология и экономическая жизнь, М., 1924.